# 川峡路
川峡路，中國宋朝初期，四川盆地(西)川路、峡路的合称。
乾德三年(965)，北宋灭后蜀，初置“西川路”。治所在成都府（今四川省成都市）。
开宝六年(973)，分“西川路”置“峡路”。
太平兴国二年(977)二月，再“分西川为东、西两路，各置转运使、副使”。西川西路(即西川)仍治成都府，西川东路(即东川)析治绵谷利州(今广元)，川峡地区遂并列为“成都西川路、广元东川路、奉节峡路”三大政区。此时，兴元府(今汉中)改隶广元东川路，而梓州(今三台)仍属成都西川路。
宋朝“西川、东川、峡路”之政区命名并非新创，皆源自隋唐以降川峡盆地(今四川盆地)地理旧有称谓。“西川”特指以益州(成都)为中心的今川西平原及其周边一带，这里的“川”指平地、平原之意；“峡路”特指以三峡夔州(奉节)为中心的今川江水道以及川东鄂西山地，这里的“峡”隋唐亦称“巴峡”，泛指四川盆地东部的峡江峡谷；“西川”与“峡路”之间四川盆地丘陵地带则为“东川”，历史上或并入西川，或归入峡路，无常态。
太平兴国七年(982)，“废东川转运使并属西川”，利州(今广元)及其所属兴元府(今汉中)重新归隶成都西川路，川峡盆地复为“成都西川路、奉节峡路”两大政区(即川峡路)。
淳化年间，成都西川时逢大旱，饿殍载道，民不聊生。四年(993)初，青城县(今都江堰)农民王小波、李顺等人借机起事；五年(994)正月，李顺帅众攻成都,“己巳，城陷。(新知成都府郭)载与运使樊知古斩关而出，帅余众奔梓州”。西川农民暴动殃及整个川峡盆地，前后持续2年有余才平息。成都府重新降为益州，仍治成都县。
至道三年（997年），《长编》卷42载：“是岁，始定为十五路：一曰京东路，二曰京西路，三曰河北路，四曰河东路，五曰陕西路，六曰淮南路，七曰江南路，八曰荆湖南路，九曰荆湖北路，十曰两浙路，十一曰福建路，十二曰西川路，十三曰峡路，十四曰广南东路，十五曰广南西路。”，
其中，川峡地区循旧制，仍置“成都西川路、奉节峡路”。 其中：
成都西川路(直属京县1、县117)领：益州、眉州、蜀州、彭州、绵州、汉州、嘉州、邛州、简州、黎州、雅州、茂州、维州、陵州、永康军、兴元府、利州、洋州、阆州、剑州、巴州、壁州、集州、文州、兴州、蓬州、龙州、(直属)三泉县。
奉节峡路(县92)领：夔州、黔州、施州、忠州、万州、开州、达州、涪州、渝州、云安军、梁山军、大宁监、梓州、遂州、果州、资州、普州、昌州、戎州、泸州、合州、荣州、渠州、怀安军、广安军、富顺监。
咸平三年(1000)正月，成都西川路王均兵变，“(牛)冕及转运使张适缒城出奔汉州”。“朝廷调施、黔、高、溪州蛮子弟以捍贼，既而反为寇”，奉节峡路转运使丁谓提兵平叛，“(丁)谓至，召其种酋开谕之，且言有诏赦不杀。酋感泣，愿世奉贡”，始定川峡两路。宋廷深感“西蜀辽隔，事有缓急，难以应援”，四年(1001)三月，遂分成都西川路，置“成都益州路、广元利州路”；分奉节峡路，置“奉节夔州路、三台梓州路”。且“四路”均统一以各自行政治所地命名。即：
- 益州路(治益州，今四川成都)
- 利州路(治利州，今四川广元)
- 梓州路(治梓州，今四川三台)
- 夔州路(治夔州，今重庆奉节)

其中，原成都<西川路转运使>马亮任成都“益州路”转运使，原成都<西川路转运副使>张志言则改任广元“利州路”转运使；
原奉节夔州<峡路转运使>丁谓任奉节“夔州路”转运使，原奉节夔州<峡路转运副使>李防则改任三台“梓州路”转运使。
尤以<夔州路转运使>丁谓"才高八斗"，擅长经管，官至北宋宰相，封晋国公，是北宋早期名臣之一。
川峡四路中，“成都益州路、奉节夔州路”为原有的两大旧路，其行政治所比较固定。嘉祐四年(1059)，益州路先更名“成都府路”；其后，嘉祐六年(1061)益州重新改成都府，治所不变。
后分置的“利州路、梓州路”两路，行政治司则变换繁杂。尤其宋蒙战事之后，利州路辖区和军政中心的变迁更是频繁。北宋初，之所以得名“利州路”而非“兴元府路”，就是因该路行政治所一直设在广元利州，而非汉中兴元府。《舆地纪胜》卷183：“皇佑三年(1051)，提、转不许同在一州，故宪居兴元，而漕居利州”。可知此时利州路漕司还在广元利州，汉中兴元府仍隶属广元利州路。北宋后期，只因西北战事紧迫，利州路军政合制，行政治所才迁移汉中兴元府。建炎南渡后，“利州路”开始东、西分治。终南宋一世，利州东、西路时分时合，达九次之多。
梓州路行政治司初治三台梓州，因“去戎、泸地远，或戎人缓急寇边，难于应接”，大中祥符年间遂迁治资州(今资中) ，但不久还治梓州；“皇祐中，田况请复置司遂州”，于是又迁治遂州(今遂宁)，之后再次复还旧址梓州。徽宗末期，北宋已是风雨飘摇，重和元年(1118)梓州改潼川府，梓州路随之更名“潼川府路”。“徽宗一朝，侈大其制，凡建府二十又四。南渡诸帝，踵迹前王，又建府二十又二。故至南宋末，有宋一代，凡有府六十”。宋徽宗之后，凡建府者多非节镇大藩，有尊号已无尊位之实。如夔州路之恭州改重庆府、忠州改咸淳府，广南路之英州改英德府，均为最末等军事州、下州奢府名，仍标旧制；各府之属县，也并未因改府而升其地望为次赤、次畿。
两宋时期，地方行政实行三级管理制：一级行政区为“路”；二级行政区为“州、府、统县的军和监”；三级行政区为“县、不统县的军和监”。州府是统县政区的主体，分为六等。《宋会要·职官》：“凡州之别有六，曰都督，曰节度，曰观察，曰防御，曰团练，日军事(刺史)”，地方州府以置设都督府者为尊。据《元丰九域志》载，元丰时有都督府二十：兖州、徐州、陕州、潞州、扬州、杭州、越州、福州、庆州、延州、广州、洪州、遂州、利州、夔州、秦州、渭州、桂州、容州、邕州。徽宗大观年间又增京兆府、太原府、西宁州、郓州、融州为都督府。“川峡四路”中，仅夔州(今奉节)、利州(今广元)、遂州(今遂宁)曾为都督州。